# یون کچل
یون دارلن کچل (به انگلیسی: Yvonne Darlene Cagle) فضانورد اهل کشور ایالات متحده آمریکا است که در ۲۴ آوریل ۱۹۵۹ میلادی در وست پوینت، نیویورک زاده شد.